# Molly Malone (statue)
Molly Malone er en statue på Suffolk Street i Dublin, Irlands hovedstad. Statuen forestiller den formodentlig fiktive person Molly Malone, der er beskrevet i sangen med samme titel, også kendt som "Cockles and Mussels". Den har tidligere stået på Grafton Street, men har haft den nuværende placering siden 2014.
Den velproportionerede bronze-statue blev afsløret af byens daværende borgmester Ben Briscoe under Dublins 1.000-års fødselsdagsfestligheder i 1988. Afsløringen fandt sted den 13. juni, der sidenhen i Irland er blevet døbt 'Molly Malone Dag'. Statuen er skabt af den irske kunstner Jeanne Rynhart. 

## Molly
Skulpturen portrætterer Molly som en fager ung kvinde med velformet figur, iklædt en 1700-tals klædedragt. Den dybe nedskæring, som afslører et nydeligt brystparti, var et ikke ukendt fænomen i den tids klædedragter, der var tale om daglidags tøj og ikke festtøj.
Sangen fortæller om den smukke pige fra Dublin, som solgte fisk og skaldyr fra sin trækvogn rundt om i byens gader, mens hun om natten var deltidsprostitueret. Men der er dog tale om gisninger og der findes ingen beviser for, at sangen er baseret på historien om en virkelig person, hverken i det 17. århundrede eller på noget andet tidspunkt.

## Kælenavne
Statuen er blevet et fantastisk populært islæt i byens gadebillede og er et yndet fotoobjekt for turisterne. Også de lokale har taget statuen til sig, endda i en sådan grad, at man har udstyret den kønne bronze-pige med en række øgenavne/kælenavne, så som "The Tart With The Cart", "The Dish With The Fish", "The Trollop With The Scallop(s)", "The Dolly With the Trolley" og "The Flirt in the Skirt".

## Billedgalleri
- Statuen set forfra
- Kurv med muslinger
- Molly Malones hæl
- Molly Malones bedrøvede ansigtsudtryk
- Statuen i Grafton Street i Dublin

## Links
- Irsk historisk skrift om Molly Malone
- Kunstnerens hjemmeside Arkiveret 19. februar 2020 hos  Wayback Machine

53°20′37″N 6°15′40″V / 53.34373°N 6.26099°V